# شاگرد جادوگر (فیلم)
شاگرد جادوگر (به انگلیسی: The Sorcerer's Apprentice) فیلمی به کارگردانی جان ترتل‌تاب محصول سال ۲۰۱۰ آمریکا است و از بازیگران اصلی آن می‌توان به نیکولاس کیج، جی باروچل، آلفرد مولینا، مونیکا بلوچی، ترسا پالمر، پیتون لیست، توبی کبل، عمر بنسون میلر، الیس کریج اشاره کرد.

## خلاصه داستان
بالتازار بلیک (نیکولاس کیج) یکی از شاگردان مرلین است. او پس از مرگ مرلین مأموریت میابد تا جانشین مرلین را پیدا کند از طرفی ورونیکا (مونیکا بلوچی)که یکی از شاگردان مرلین است جان خود را به خطر می‌اندازد تا ماکسیم هورواتز (آلفرد مولینا) ومورگانا (جادوگری که دشمن مرلین است) به قدرت او دست پیدا نکنند ورونیکا همراه مورگانا گرفتار جادویی می‌شود که بر اساس آن تا پیدا شدن جانشین مرلین باید در ظرفی گرفتار شود.
سالها بالتازار (نیکولاس کیج) جستجو می‌کند ولی موفق به یافتن جانشین مرلین نمی‌شود تا اینکه پس از هزار سال به‌طور اتفاقی با پسری به نام دیوید استاتلر(جی باروچل) روبه رو می‌شود که او جانشین مرلین است حالا آنها می‌خواهند جادو را باطل کنند ومانع بازگشت مورگانا شوند ولی مانعی به اسم ماکسیم هورواتز(آلفرد مولینا) را در پیش رو دارند که نمی‌خواهد آنها موفق شوندو…